# Anthaxia subprasina
Anthaxia subprasina är en skalbaggsart som beskrevs av Antonio Cobos 1958. Anthaxia subprasina ingår i släktet Anthaxia och familjen praktbaggar. Inga underarter finns listade i Catalogue of Life.